# Ivan Kyncl
Ivan Kyncl (15. dubna 1953 Praha – 6. října 2004 Londýn) byl český fotograf, který po emigraci z Československa působil ve Spojeném království. Byl známý zejména jako dokumentarista československého disentu a po emigraci jako jeden z významných britských divadelních fotografů.

## Život

### Život v Československu
Ivan Kyncl se narodil v Praze 15. dubna 1953. Jeho rodiči byli Jiřina Kynclová a publicista, reportér a novinář Karel Kyncl, později i signatář Charty 77. Kvůli uvěznění svého otce nesměl Ivan Kyncl studovat fotografii na FAMU pro "politickou nezralost", vyučil se tedy alespoň jako fotograf ve velkolaboratoři a stal se profesionálním fotografem. Tajně fotografoval politické vězně a disidenty v Československu. Jeho fotografování zahrnovalo snímání v soudních síních, před soudními budovami a přes vězeňské zdi, kde používal skryté fotoapráty. Mezi jeho nejznámější série patří fotografie z bytového divadla Vlasty Chramostové, z pohřbu Jana Patočky nebo série "Ženy Charty 77". Československo opustil v roce 1980.

### Emigrace a kariéra ve Spojeném království
V roce 1980 emigroval do Spojeného království, kde získal politický azyl. Zde se postupně vypracoval na pozici dvorního fotografa Royal Shakespeare Company. Během své kariéry fotografoval více než 500 divadelních her, oper a muzikálů. Pracoval také pro Royal Court Theatre, Almeida Theatre a Royal National Theatre.

### Osobní život
Ivan Kyncl zemřel v roce 2004 ve věku 51 let na srdeční selhání. Přežila ho jeho matka Jiřina Kynclová a manželka Alena, se kterou byl 23 let.

## Výstavy a publikace (výběr)
Po smrti Ivana Kyncla se konalo několik významných výstav jeho díla:
- V roce 2007 se uskutečnila první samostatná výstava jeho prací v Praze v Komorní galerii Josefa Sudka ve spolupráci s Czech Photo o.p.s. a Nadací Charty 77 s názvem Fotograf Charty Ivan Kyncl[1].
- V letech 2014 a 2015 se postupně v Brémách, Praze a Brně konala výstava Ivan Kyncl - Rebel s kamerou. Od kronikáře hnutí za občanská práva v ČSSR k fotografovi britského divadla. Výstavu pořádaly Výzkumný ústav pro Východní Evropu při Univerzitě v Brémách v kooperaci s Národním muzeem v Praze a Moravským zemským muzeem v Brně[2]. K výstavě byla vydána obsáhlá publikace Ivan Kyncl Rebel s kamerou.[3]
- Česká televize o Ivanu Kynclovi v roce 2017 natočila dokumentární film Mistr objektivu - Ivan Kyncl[4].
- V roce 2019 proběhla čtyřměsíční výstava Ivan Kyncl: In the Minute v londýnském Victoria and Albert Museum.[5]